# Los Huanca Hua
Los Huanca Hua es un grupo de música folklórica de Argentina creado en Buenos Aires en 1960, que se mantuvo activo hasta 2004, y regresó a la actividad en 2012. Hasta 1966 fue dirigido por el Chango Farías Gómez, y desde esa fecha en adelante por su hermano Pedro Farías Gómez. Se caracterizó por su estilo vanguardista e innovador en la forma de interpretar la música de raíz folklórica y especialmente por introducir la polifonía en el folklore argentino y latinoamericano.
Entre las canciones más conocidas aportadas al cancionero argentino se encuentran "Zamba de Navidad" (Jorge E. Biagosh), "El huajchito" (E. N. Farías Gómez), etc. Entre los álbumes publicados se destaca la Misa Criolla de Ariel Ramírez. El nombre significa en quechua santiagueño Hijos de la música (huanca: música; waa hijo).

## Trayectoria
Los Huanca Hua se formó en 1960 integrado por los hermanos Pedro Farías Gómez y Chango Farías Gómez, Hernán Figueroa Reyes, Carlos del Franco Terrero y Guillermo Urien. El grupo revolucionó el modo de interpretar la música folklórica, mediante complejos arreglos vocales, introduciendo la polifonía y el uso de fonemas y onomatopeyas para marcar el ritmo. Su estilo estuvo influenciado por el estilo de los arreglos vocales del grupo afro-estadounidense Mill Brothers y las tradiciones del folklore santiagueño transmitido a los hermanos Farías Gómez por su padre, Enrique “Tata” Farías Gómez.
En 1961 grabaron su primer álbum Folklore argentino para el sello Odeón, que incluía en la contratapa una nota elogiosa de Eduardo Falú, con temas religiosos como "Zamba de Navidad" y "Tema de villancicos" (Huachi torito), temas que habían integrado su primer simple, y canciones como "Zamba de los mineros" y "Los ejes de mi carreta". 
En 1962 lanzaron su segundo álbum, Folklore argentino Vol 2, actuaron en el programa televisivo La Pulpería de Mandinga dirigido por Julio Márbiz por Canal 9, ganaron por su álbum inicial el premio Novedad del Folklore en el Festival del Disco Internacional de Mar del Plata y tuvieron una aclamada presentación en el Festival de Cosquín.
El segundo disco publica en la contratapa una nota que les enviara Adolfo Ábalos en donde dice:

...Ustedes son "Los Huanca Hua" (Los Hijos de la Música). Después de escuchar esos gatos y esas chacareras que ustedes cantan, no tengo dudas que son además, los "hijos de la música de Santiago del Estero por excelencia; y hasta diría que están embrujados por alguna "Salamanca santiagueña". Todo esto sale de esas interpretaciones llenas de sabor y colorido; de esos contracantos y contraritmos, ¡tan de nuestros músicos paisanos!; y por último, para no abundar en detalles, de esos arreglos vocales y del afiatamiento del conjunto, ambas cosas logradas plenamente...
Adolfo Ábalos, Buenos Aires, agosto de 1962.

En 1963 se sumó al conjunto Marián Farías Gómez, hermana del Chango y de Pedro, reemplazando a Figueroa Reyes. En 1964 grabaron una de sus principales obras, el álbum Misa Criolla reducida para cinco voces por el Chango Farías Gómez.
En 1965 aparecen en la película Cosquín, amor y folklore, dirigida por Delfor María Beccaglia, interpretando "Malambo santiagueño" y la zamba "Fortunata Gómez".
En 1966 el Chango y Marián Farías Gómez se alejaron de Los Hunca Hua, debido a lo cual el grupo quedó bajo la dirección de Pedro Farías Gómez. 
En 1976 actúan junto a Edgardo Suárez en Poemas de amor con música, con textos de Pablo Neruda, en el Teatro Estrellas.
En 1998 participan de la opereta criolla Lo que me costó el amor de Laura de Alejandro Dolina interpretando "La murga del tiempo" y "Choro del Carnaval Triste".
En 2004 falleció Pedro Farías Gómez, con 62 años, y con su muerte cesó el grupo hasta que en el 2012 Sebastián Farias Gómez, miembro de la última formación, hijo de Pedro, reúne algunos integrantes de la última formación y suma a su hermano, Diego Farías Gómez, para rehacer el grupo que actualmente se encuentra actuando y ejecutando el repertorio tradicional de los Huanca Huá y los arreglos que no fueron editados desde la década de los 80. Sus nueva formación se conforma por Sebastián Farias Gómez, Diego Farías Gómez, Maximiliano Oliva; Miguel Ángel Oliva; Roberto Casalanguida; Diego Acosta.

## Discografía

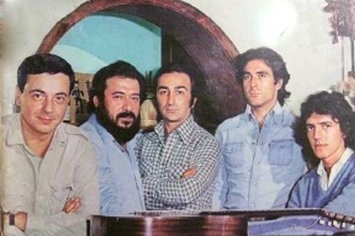
Los Huanca Hua en 1979: Emilio Martínez, Pedro Farías Gómez, Raúl Tomás, Juan Juncales, José María Iriondo (desde la izq).

### Álbumes
1. Folklore argentino, 1961
2. Folklore argentino Vol 2, 1962
3. Los Huanca Hua Vol 3, 1963
4. La misa criolla, 1965
5. Los Huanca Hua Vol 4, 1967
6. El porqué de los Huanca Hua, 1969
7. Los primeros éxitos de los Huanca Hua, 1969
8. Folklore argentino, 1970
9. La década de los Huanca Hua, 1971
10. Guitarra, vino y rosas, 1973
11. De sal y canto, 1974
12. Música argentina, 1975
13. Proyecciones, 1980
14. Después del silencio, 2002

## Filmografía
- Argentinísima (1971)
- ¡Cómo te extraño...! (1966)
- Cosquín, amor y folklore (1965)
- El mago de las finanzas (1962) dir. Julio Saraceni

### Para ver y oír
- "Malambo santiagueño" y "Fortunata Gómez", Los Huanca Hua en la película Cosquín, amor y folklore (1965).

- "Si llega a ser tucumana", "Desarraigo", "El 180", "El pintao" en la peña de la Ribera 2013.

- Datos: Q5979812
- Multimedia: Los Huanca Hua / Q5979812